# Eragrostis santapaui
Eragrostis santapaui är en gräsart som beskrevs av K.G.Bhat och Nagendran. Eragrostis santapaui ingår i släktet kärleksgrässläktet, och familjen gräs. Inga underarter finns listade i Catalogue of Life.